# Fontcouverte, Aude
Fontcouverte är en kommun i departementet Aude i regionen Occitanien  i södra Frankrike. Kommunen ligger  i kantonen Lézignan-Corbières som ligger i arrondissementet Narbonne. År 2022 hade Fontcouverte 574 invånare.

## Befolkningsutveckling
Antalet invånare i kommunen Fontcouverte
Referens: INSEE